# Alois Král (rektor)
Alois Král (1. prosince 1884 Dolní Studénky – 23. dubna 1969 Brno) byl český stavebník a pedagog, rektor Univerzity v Lublani.

## Život
V roce 1905 odmaturoval na gymnáziu v Šumperku. Poté studoval na České vysoké škole technické v Brně, kterou absolvoval v roce 1911 a kde v roce 1915 získal doktorát technických věd. V letech 1912 až 1920 působil na státní stavební službě v Lublani. V letech 1920 až 1946 působil na Technické fakultě univerzity v Lublani, jejímž byl i čtyřikrát děkanem. Za druhé světové války byl zapojen v Osvobozenecké frontě. Již v roce 1945 se chtěl Král vrátit do Československa, ale návrat nakonec o rok odložil, když mu jeho kolegové vyjadřovali svou podporu pro volbu rektorem. 11. října 1945 byl zvolen 19. a prvním poválečným rektorem Univerzity v Lublani. V roce 1946 se vrátil do Brna, kde do roku 1958 působil jako řádný profesor stavební mechaniky a základů mostního inženýrství. V letech 1949–1950 a 1952–1953 byl děkanem tamního odboru architektury a pozemního stavitelství, resp. Fakulty architektury a pozemního stavitelství. V roce 1956 mu lublaňská Univerzita udělila čestný doktorát.
Zemřel v Brně v dubnu 1969.